# Јелена Шнеблић
Јелена Шнеблић Живковић (Београд, 25. октобар 1974) je српска позоришна, телевизијска и филмска глумица.

## Биографија
Глуму је завршила на Драмском студију Мира Бањац у класи Радослава Миленковића и Мире Бањац. Чланица је ансамбла зрењанинског позоришта Тоша Јовановић. Од 1998. до 2002. године имала је стални ангажман у Народном позоришту Кикинда. У кикиндском позоришту је водила и млађу школу глуме. Неке од представа у којима и даље игра, а које су на сцени овог позоришта су Пиџама за шесторо, Зеко Зеко, Мирандолина. У матичном позоришту Тоша Јовановић ангажована је у представама Ромео и Јулија, Господин Мокинпот, Вечера будала, Било једном у Банату, Ручни рад, Плава соба, Власт, Човек је човек и другим.

## Филмографија
| Год.  | Назив             | Улога         |
| ----- | ----------------- | ------------- |
| 2007. | Хадерсфилд        | Миличина мама |
| 2012. | Дама без блама    |               |
| 2019. | Далеко је Холивуд | Цмиља         |

## Награде
- 2004. Фестивал класике у Вршцу - Најбоље глумачко остварење[4]